# Neusticosaurus
Neusticosaurus is een geslacht van uitgestorven reptielen, dat voorkwam in het Midden- en Laat-Trias.

## Beschrijving
Dit dertig centimeter lange mariene reptiel had een lang, slank lichaam met een kleine, lichtgebouwde schedel. Het lichaam werd gedragen door korte ledematen, waarvan de handen en voeten niet waren omgevormd tot peddels, ondanks dat het een marien dier was.

## Leefwijze
Dit reptiel voedde zich met kleine waterorganismen.

## Vondsten
Fossielen van dit dier werden gevonden in Europa.